# Fisher River (Mersey River)
Der Fisher River ist ein Fluss im Zentrum des australischen Bundesstaates Tasmanien.

## Geografie

### Flusslauf
Der rund 29 Kilometer lange Fisher River entspringt an den Südwesthängen des Forty Lakes Peak in  der Central Plateau Conservation Area. Von dort fließt er zunächst nach Nord-Nordwesten in den Lake Mackenzie und dann nach Westen in den Lake Parangana und damit in den Mersey River.

### Nebenflüsse mit Mündungshöhen
- Yeates Creek – 889 m
- Gun Lagoon Creek – 884 m
- Snake Creek – 468 m
- Little Fisher River – 456 m[1]

### Durchflossene Seen und Stauseen
- Lake Mackenzie – 1114 m
- Lake Parangana – 415 m[1]

## Fischbestand
Im Fisher River finden sich Bachforellen.